# Nembrotha kubaryana
Nembrotha kubaryana là một loài sên biển nhiều màu sắc trong họ. Đồng nghĩa của nó là Nembrotha nigerrima.

## Phân bố
Loài này xuất hiện tại vùng biển Ấn Độ Dương-Tây Thái Bình Dương.

## Mô tả
Loài sên này có thể đạt tổng chiều dài hơn 120 mm. Nó là loài thân mềm lớn, thân màu sẫm, có thể có các sọc xanh chạy dọc theo chiều dài cơ thể hoặc có các đốm màu xanh nổi lên. Rìa của bàn chân và đầu có màu đỏ cam sống động. Rhinophore (cặp xúc tu cảm giác ở đầu) và mang có thể có màu đỏ hoặc xanh lục.